# Stortjärnen (Arvidsjaurs socken, Lappland, 727348-165181)
Stortjärnen är en sjö i Arvidsjaurs kommun i Lappland och ingår i Byskeälvens huvudavrinningsområde. Sjön har en area på 0,193 kvadratkilometer och ligger 558,1 meter över havet. Stortjärnen ligger i Byskeälven Natura 2000-område. Sjön avvattnas av vattendraget Bergmyrbäcken.

## Delavrinningsområde
Stortjärnen ingår i det delavrinningsområde (727304-165154) som SMHI kallar för Utloppet av Stortjärnen. Medelhöjden är 571 meter över havet och ytan är 2,11 kvadratkilometer. Det finns inga avrinningsområden uppströms utan avrinningsområdet är högsta punkten. Bergmyrbäcken som avvattnar avrinningsområdet har biflödesordning 3, vilket innebär att vattnet flödar genom totalt 3 vattendrag innan det når havet efter 165 kilometer. Avrinningsområdet består mestadels av skog (37 procent) och sankmarker (54 procent). Avrinningsområdet har 0,2 kvadratkilometer vattenytor vilket ger det en sjöprocent på 9,2 procent.